# Isterbies
Isterbies ist ein Ortsteil von Möckern im Landkreis Jerichower Land in Sachsen-Anhalt.

## Geografie
Das Dorf liegt zwei Kilometer südwestlich von Rosian. Knapp zwei Kilometer südlich von hier stößt die Gemarkung auf die Kreisgrenze, gleichzeitig nordwestliche Grenze vom Naturpark Fläming und rund 1,5 km nördlich befindet sich das 105 Hektar große Naturschutzgebiet Bürgerholz bei Rosian. Dieses ist ebenso ein FFH-Gebiet mit gleichem Namen, zum Schutze von hier zu findenden Auwäldern mit Übergängen zu Stieleichen-Hainbuchenwäldern im Komplex mit Bachläufen.
Naturräumlich gehört der Ort zum Zerbster Land, einer ackergeprägten offenen Kulturlandschaft und 536 km² großen Haupteinheit der übergeordneten Haupteinheitengruppe des Fläming im norddeutschen Tiefland. Das Zerbster Land bildet die Südwestabdachung des Flämings zur Elbe und gehört zum Einzugsgebiet dieses Flusses.

## Geschichte
Ein erster urkundlicher Nachweis zum Ort findet sich im Jahre 1370, allerdings unter dem Namen Istewist. Später wechselte das Dorf Ystebis durch Verkauf zum Kirchspiel Ziesar. Dies genehmigte der Erzbischof Günther von Magdeburg am 16. September 1427. In einem Beleg aus dem Jahre 1562 wird der Ortsname dann mit Ysterbiest angegeben.
Noch im Jahre 1796 wird eine in der Flur Isterbies vorhandene Mühle an der Ehle genannt, die jedoch bereits kurze Zeit später verschwunden sein muss, denn schon in den Karten von 1800 und auch später wird hier eine solche Einrichtung nicht mehr verzeichnet.
Im Jahre 1848 befindet sich hier, laut einer statistischen Darstellung des Regierungsbezirkes Magdeburg der preußischen Provinz Sachsen, ein Kirchdorf und landtagsfähiges Rittergut mit 32 Häusern und 243 Einwohnern. Zum Gut gehörten darüber hinaus eine Ziegelei, sowie die Wind- und Wassermühle Kiepermühle, welche sich allerdings nicht in dessen Flur befand.
Am 30. September 1928 wurde der Gutsbezirk Isterbies mit der Landgemeinde Isterbies vereinigt. Am 25. Juli 1952 wurde die Gemeinde Isterbies im Zuge einer Verwaltungsreform dem Kreis Loburg zugeordnet. Am 20. Juni 1957 wurde die Gemeinde in den Kreis Zerbst umgegliedert. Am 1. Januar 1974 erfolgte die Eingemeindung in die Gemeinde Rosian. Seit der Eingemeindung von Rosian am 1. Januar 2007 in Möckern ist Isterbies ein Ortsteil von Möckern.

## Bauwerke
Die Patronatskirche Isterbies geht bis auf die Zeit der Spätromanik zurück. Im 18. Jahrhundert entstand das Herrenhaus Isterbies.

## Persönlichkeiten
- Gustav Rudolf von Bennigsen-Foerder (1770–1809), Landrat, erbte am 14. April 1795 das hiesige Gut und verstarb hier am 22. Mai 1809.[11]
- Heiko Robert Garibian, ein Berliner Immobilienkaufmann, erwarb das historische Rittergut im Jahre 2000 in desolaten Zustand. Das Herrenhaus wurde seitdem durchgreifend modernisiert und dient nun als privates Wohnhaus. Die heutige Ansicht spiegelt den Originalzustand des Herrenhauses von 1793 wider, welcher in Alexander Dunckers Lithographie aus 1881 originalgetreu wiedergegeben wurde.